# Pene Utara
Pene Utara is een bestuurslaag in het regentschap Timor Tengah Selatan van de provincie Oost-Nusa Tenggara, Indonesië. Pene Utara telt 2243 inwoners (volkstelling 2010).